# Vero Boquete
Pour les articles homonymes, voir Boquete.
Verónica Boquete Giadáns, née le 9 avril 1987 à Saint-Jacques-de-Compostelle, plus connue sous le nom de Vero Boquete, est une footballeuse espagnole qui joue comme milieu de terrain ou attaquante. Elle joue actuellement pour la Fiorentina et elle est ancienne internationale de l'équipe d'Espagne féminine de football.
Elle est la première joueuse espagnole à remporter la Ligue des champions féminine de l'UEFA en 2015 avec 1. FFC Francfort. Elle est également la joueuse espagnole à avoir connu le plus de championnats différents, ayant joué successivement en Espagne, aux États-Unis, en Russie, en Suède, en Allemagne, en France, en Chine et en Italie.

## Carrière

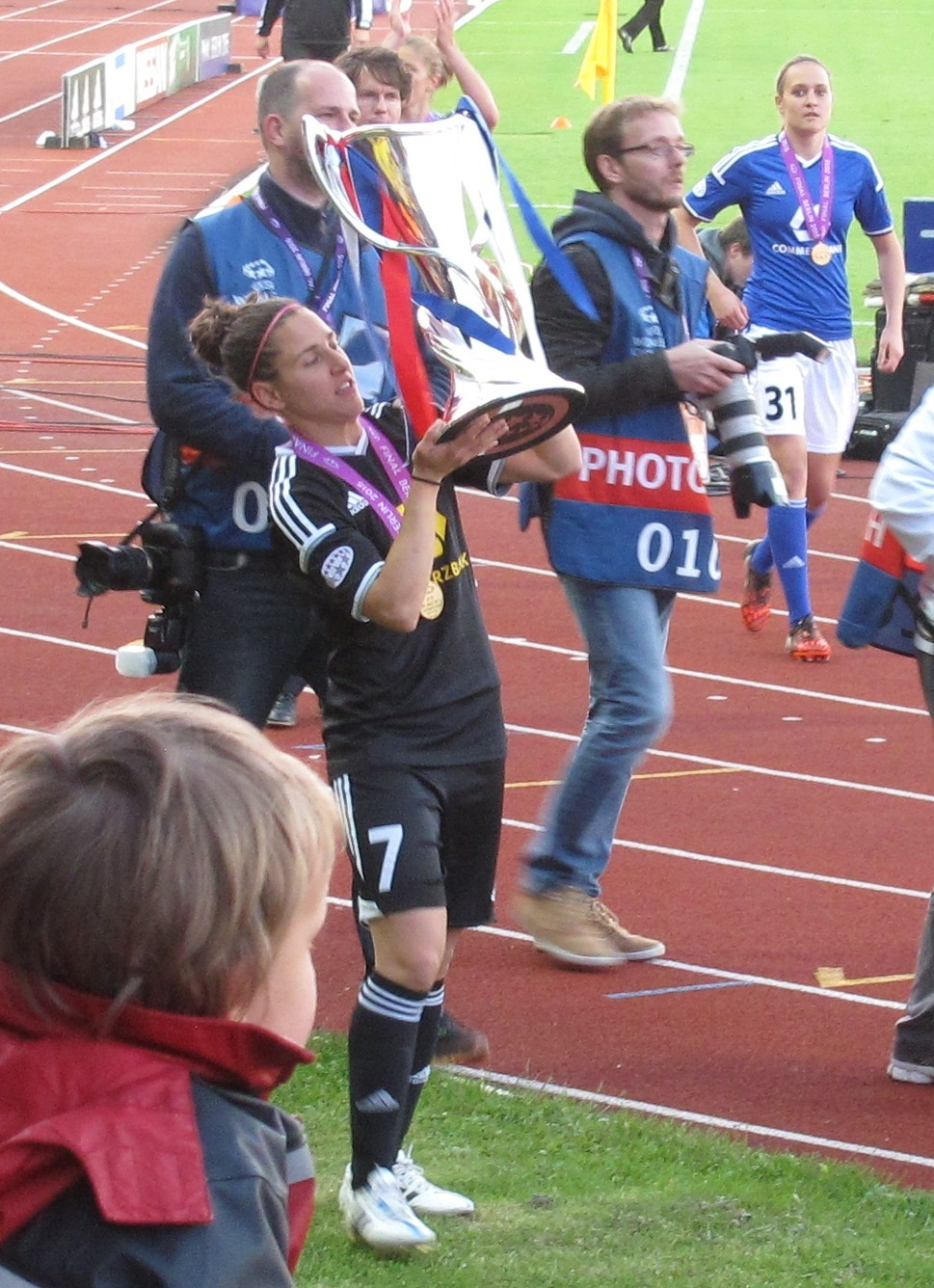
Vero Boquete soulevant le trophée de la Ligue des champions féminine de l'UEFA.

Boquete commence sa carrière en junior au Xuventú Aguiño de Riveira (La Corogne). Elle est ensuite recrutée par le CD Saragosse en 2005, avec qui elle fait ses débuts en Superligue. Entre 2008 et 2010, elle joue avec l'Espanyol de Barcelone. Avec les Catalanes, elle atteint les demi-finales de Superligue et remporte deux coupes d'Espagne en 2009 et 2010.
À l'été 2010, elle est recrutée par les Red Stars de Chicago en Women's Professional Soccer américaine, qui la cèdent au Buffalo Flash en W-League. Après l'été, elle revient au RCD Espanyol pour jouer la saison 2010-2011 au cours de laquelle elle marque 39 buts en 26 matches.
Lors de l'été 2011, elle est recrutée par l'Independence de Philadelphie, affilié à la ligue professionnelle américaine. Elle est nommée meilleure joueuse de la ligue et arrive en demi-finale de la WPS. En septembre 2011, elle rejoint l'Energy Voronezh en D1 russe, avec qui elle dispute la Ligue des champions.

### Tyresö (2012-2014)
En janvier 2012, elle annonce son arrivée pour deux saisons au Tyresö FF en Championnat de Suède. En octobre, le club remporte pour la première fois le championnat. Le mois suivant, elle remporte le trophée de meilleure meneuse de jeu du championnat suédois. Au début de la saison 2013, elle perd la Supercoupe de Suède aux tirs au but contre Göteborg. En 2014, Tyresö arrive en finale de la Ligue des champions, qu'il perd 3-4 contre Wolfsburg. Vero Boquete marque le deuxième but de la finale.

### Portland Thorns (2014)
Le 7 avril 2014, elle rejoint les Portland Thorns en NWSL, après un échange entre les Thorns et le Western New York Flash qui avait acquis ses droits. Elle fait sa première apparition pour les Thorns le 7 juin, lors d'un match contre le Western New York Flash, et marque son premier but le 15 juin 2014 contre le Washington Spirit. Au cours de ses 15 matchs pour les Thorns, elle marque 4 buts et réalise 6 passes décisives. Elle participe à la demi-finale perdue contre le FC Kansas City le 23 août 2014. Lors de son passage à Portland, elle reçoit à 3 reprises le trophée de la Ligue de meilleure joueuse de la semaine.

### Francfort (2014-2015)
Veronica Boquete dispute la saison 2014-15 avec le FFC Francfort. Après une grande saison, l'équipe remporte la Ligue de Champions et Verónica Boquete devient la première joueuse espagnole à remporter ce titre. Pendant son séjour à Francfort, elle est aussi la première joueuse espagnole à avoir signé un contrat avec un sponsor sportif.

### Bayern de Munich (2015-2016)
Le 26 mai 2015, elle signe un contrat pour deux saisons avec le Bayern de Munich.

### Paris Saint-Germain
En 2016, Vero Boquete signe au Paris Saint-Germain.

### En club
| Saison                | Club                         | Championnat           | Championnat | Championnat | Coupe(s) nationale(s) | Coupe(s) nationale(s) | Compétition(s) continentale(s) | Compétition(s) continentale(s) | Compétition(s) continentale(s) | Total | Total |
| Saison                | Club                         | Division              | M.          | B.          | M.                    | B.                    | Comp.                          | M.                             | B.                             | M.    | B.    |
| 2005-2006             | Prainsa Zaragoza             | Liga Aberdola         | 21          | 7           |                       |                       | -                              | -                              | -                              | 21    | 7     |
| 2006-2007             | Prainsa Zaragoza             | Liga Aberdola         | 20          | 7           |                       |                       | -                              | -                              | -                              | 20    | 7     |
| 2007-2008             | Prainsa Zaragoza             | Liga Aberdola         | 25          | 7           |                       |                       | -                              | -                              | -                              | 25    | 7     |
| Sous-total            | Sous-total                   | Sous-total            | 66          | 21          | 0                     | 0                     | -                              | -                              | -                              | 66    | 21    |
| 2008-2009             | RCD Espanyol                 | Liga Aberdola         | 27          | 13          | 5                     | 0                     | -                              | -                              | -                              | 32    | 13    |
| 2009-2010             | RCD Espanyol                 | Liga Aberdola         | 27          | 17          | 3                     | 1                     | -                              | -                              | -                              | 30    | 18    |
| Sous-total            | Sous-total                   | Sous-total            | 54          | 30          | 8                     | 1                     | -                              | -                              | -                              | 62    | 31    |
| 2010                  | Buffalo Flash                | WPS                   | 9           | 9           | -                     | -                     | -                              | -                              | -                              | 9     | 9     |
| Sous-total            | Sous-total                   | Sous-total            | 9           | 9           | -                     | -                     | -                              | -                              | -                              | 9     | 9     |
| 2010                  | Chicago Red Stars            | WPS                   | 3           | 1           | -                     | -                     | -                              | -                              | -                              | 3     | 1     |
| Sous-total            | Sous-total                   | Sous-total            | 3           | 1           | -                     | -                     | -                              | -                              | -                              | 3     | 1     |
| 2010-2011             | RCD Espanyol                 | Liga Aberdola         | 28          | 39          | 0                     | 0                     | -                              | -                              | -                              | 28    | 39    |
| Sous-total            | Sous-total                   | Sous-total            | 28          | 39          | 0                     | 0                     | -                              | -                              | -                              | 28    | 39    |
| 2011                  | Independence de Philadelphie | WPS                   | 13          | 5           | -                     | -                     | -                              | -                              | -                              | 13    | 5     |
| Sous-total            | Sous-total                   | Sous-total            | 13          | 5           | -                     | -                     | -                              | -                              | -                              | 13    | 5     |
| 2011                  | Energy Voronezh              | Division suprême      | 5           | 1           |                       |                       | C1                             | 4                              | 1                              | 9     | 2     |
| Sous-total            | Sous-total                   | Sous-total            | 5           | 1           | -                     | -                     | -                              | 4                              | 1                              | 9     | 2     |
| 2012                  | Tyresö FF                    | Division suprême      | 21          | 8           | 4                     | 2                     | -                              | -                              | -                              | 25    | 10    |
| 2013                  | Tyresö FF                    | Division suprême      | 18          | 6           | 0+1                   | 0+0                   | C1                             | 4                              | 1                              | 23    | 7     |
| 2014                  | Tyresö FF                    | Division suprême      | 2           | 0           | 0                     | 0                     | C1                             | 5                              | 1                              | 7     | 1     |
| Sous-total            | Sous-total                   | Sous-total            | 41          | 14          | 5                     | 2                     | -                              | 9                              | 2                              | 55    | 18    |
| 2014                  | Portland Thorns FC           | NWSL                  | 16          | 4           | -                     | -                     | -                              | -                              | -                              | 16    | 4     |
| Sous-total            | Sous-total                   | Sous-total            | 16          | 4           | -                     | -                     | -                              | -                              | -                              | 16    | 4     |
| 2014-2015             | 1. FFC Francfort             | Frauen Bundesliga     | 21          | 7           | 4                     | 1                     | C1                             | 8                              | 6                              | 33    | 14    |
| Sous-total            | Sous-total                   | Sous-total            | 21          | 7           | 4                     | 1                     | -                              | 8                              | 6                              | 33    | 14    |
| 2015-2016             | Bayern Munich                | Frauen Bundesliga     | 9           | 0           | 0                     | 0                     | C1                             | 0                              | 0                              | 9     | 0     |
| Sous-total            | Sous-total                   | Sous-total            | 9           | 0           | 0                     | 0                     | -                              | 0                              | 0                              | 9     | 0     |
| 2016-2017             | Paris Saint-Germain          | Division 1            | 21          | 7           | 3                     | 3                     | C1                             | 9                              | 2                              | 33    | 12    |
| 2017-2018             | Paris Saint-Germain          | Division 1            | 10          | 1           | 0                     | 0                     | -                              | -                              | -                              | 10    | 1     |
| Sous-total            | Sous-total                   | Sous-total            | 31          | 8           | 3                     | 3                     | -                              | 9                              | 2                              | 43    | 13    |
| 2019                  | Utah Royals                  | NWSL                  | 21          | 0           | -                     | -                     | -                              | -                              | -                              | 21    | 0     |
| 2020                  | Utah Royals                  | NFS                   | 3           | 0           | 5                     | 1                     | -                              | -                              | -                              | 8     | 1     |
| Sous-total            | Sous-total                   | Sous-total            | 24          | 0           | 5                     | 1                     | -                              | -                              | -                              | 29    | 1     |
| 2020-2021             | Milan AC                     | Série A               | 14          | 0           | 2+1                   | 2+0                   | -                              | -                              | -                              | 17    | 2     |
| 2021-2022             | Milan AC                     | Série A               | 6           | 2           | 0                     | 0                     | C1                             | 2                              | 0                              | 8     | 2     |
| Sous-total            | Sous-total                   | Sous-total            | 20          | 2           | 3                     | 2                     | -                              | 2                              | 0                              | 25    | 4     |
| Total sur la carrière | Total sur la carrière        | Total sur la carrière | 340         | 141         | 28                    | 10                    | -                              | 32                             | 11                             | 400   | 162   |

## Sélection nationale
Elle a joué avec la sélection féminine de football d'Espagne à partir de 2008 et fait partie de la sélection qui remporte le Championnat d'Europe de football féminin des moins de 19 ans en 2004.
Depuis 2017, elle est écartée de la sélection nationale espagnole. Malgré une bonne saison au PSG, elle n'est pas retenue dans la liste des 23 joueuses pour le championnat d'Europe féminin de football cette année là aux Pays-Bas, après avoir dénoncé les conditions d'entraînement mises en place par la fédération espagnole et estimé le sélectionneur incompétent. 

### Participation en Coupe du monde
| Mondial              | Lieu   | Résultat       | Matchs | Buts |
| -------------------- | ------ | -------------- | ------ | ---- |
| Mondial féminin 2015 | Canada | Première Phase | 3      | 1    |

### Participation en Coupe d'Europe
| Championnat d'Europe                          | Lieu  | Résultat         | Matchs | Buts |
| --------------------------------------------- | ----- | ---------------- | ------ | ---- |
| Championnat d'Europe de football féminin 2013 | Suède | Quarts de finale | 4      | 2    |

### Buts internationaux
| No | Date              | Lieu                                    | Adversaire                               | Buts | Résultat | Compétition                                   | Réf.       |
| -- | ----------------- | --------------------------------------- | ---------------------------------------- | ---- | -------- | --------------------------------------------- | ---------- |
| 1  | 8 mai 2008        | Cité du football de Las Rozas, Espagne  | République tchèque                       | 2:1  | 4:1      | Éliminatoires Championnat d'Europe 2009       | [ rep 1 ]  |
| 2  | 8 mai 2008        | Cité du football de Las Rozas, Espagne  | République tchèque                       | 4:1  | 4:1      | Éliminatoires Championnat d'Europe 2009       | [ rep 1 ]  |
| 3  | 28 mai 2008       | The Showgrounds, Irlande du Nord        | Irlande du Nord                          | 0:3  | 0:3      | Éliminatoires Championnat d'Europe 2009       | [ rep 2 ]  |
| 4  | 2 octobre 2008    | Stade Ruta de la Plata, Espagne         | Équipe d'Angleterre féminine de football | 1:0  | 2:2      | Éliminatoires Championnat d'Europe 2009       | [ rep 3 ]  |
| 5  | 19 septembre 2009 | MFA Centenary Stadium, Malte            | Malte                                    | 0:10 | 0:13     | Éliminatoires du Mondial 2011                 | [ rep 4 ]  |
| 6  | 19 septembre 2009 | MFA Centenary Stadium, Malte            | Malte                                    | 0:12 | 0:13     | Éliminatoires du Mondial 2011                 | [ rep 4 ]  |
| 7  | 21 novembre 2009  | Stade de Manisa 19 Mayıs, Turquie       | Turquie                                  | 0:5  | 0:5      | Éliminatoires du Mondial 2011                 | [ rep 5 ]  |
| 8  | 24 juin 2010      | Stade de La Albuera, Espagne            | Malte                                    | 9:0  | 9:0      | Éliminatoires du Mondial 2011                 | [ rep 6 ]  |
| 9  | 17 septembre 2011 | Recep Tayyip Erdoğan Stadyumu, Turquie  | Turquie                                  | 1:3  | 1:10     | Éliminatoires du championnat d'Europe 2013    | [ rep 7 ]  |
| 10 | 17 septembre 2011 | Recep Tayyip Erdoğan Stadyumu, Turquie  | Turquie                                  | 1:5  | 1:10     | Éliminatoires du championnat d'Europe 2013    | [ rep 7 ]  |
| 11 | 17 septembre 2011 | Recep Tayyip Erdoğan Stadyumu, Turquie  | Turquie                                  | 1:8  | 1:10     | Éliminatoires du championnat d'Europe 2013    | [ rep 7 ]  |
| 12 | 23 octobre 2011   | Cité du football de Las Rozas, Espagne  | Suisse                                   | 3:2  | 3:2      | Éliminatoires du championnat d'Europe 2013    | [ rep 8 ]  |
| 13 | 20 novembre 2011  | Football Centre FRF, Roumanie           | Roumanie                                 | 0:2  | 0:4      | Éliminatoires du championnat d'Europe 2013    | [ rep 9 ]  |
| 14 | 20 novembre 2011  | Football Centre FRF, Roumanie           | Roumanie                                 | 0:3  | 0:4      | Éliminatoires du championnat d'Europe 2013    | [ rep 9 ]  |
| 15 | 24 novembre 2011  | Stade Escribano Castilla, Espagne       | Allemagne                                | 1:0  | 2:2      | Éliminatoires du championnat d'Europe 2013    | [ rep 10 ] |
| 16 | 5 avril 2012      | Cité du football de Las Rozas, Espagne  | Kazakhstan                               | 1:0  | 13:0     | Éliminatoires du championnat d'Europe 2013    | [ rep 11 ] |
| 17 | 5 avril 2012      | Cité du football de Las Rozas, Espagne  | Kazakhstan                               | 11:0 | 13:0     | Éliminatoires du championnat d'Europe 2013    | [ rep 11 ] |
| 18 | 16 juin 2012      | Stade du Brügglifeld, Suisse            | Suisse                                   | 2:3  | 4:3      | Éliminatoires du championnat d'Europe 2013    | [ rep 12 ] |
| 19 | 24 octobre 2012   | Ciudad del Fútbol de Las Rozas, Espagne | Écosse                                   | 3:2  | 3:2      | Éliminatoires du championnat d'Europe 2013    | [ rep 13 ] |
| 20 | 16 janvier 2013   | Pinatar Arena, Espagne                  | Russie                                   | 1:0  | 2:1      | Match amical                                  | [ rep 14 ] |
| 21 | 28 juin 2013      | Stade Vejle, Danemark                   | Danemark                                 | 0:1  | 2:2      | Match amical                                  | [ rep 15 ] |
| 22 | 28 juin 2013      | Stade Vejle, Danemark                   | Danemark                                 | 2:2  | 2:2      | Match amical                                  | [ rep 15 ] |
| 23 | 12 juillet 2013   | Linköping Arena, Suède                  | Angleterre                               | 0:1  | 2:3      | Championnat d'Europe de football féminin 2013 | [ rep 16 ] |
| 24 | 18 juillet 2013   | Idrottsparken, Suède                    | Russie                                   | 0:1  | 1:1      | Championnats d'Europe 2013                    | [ rep 17 ] |
| 25 | 14 janvier 2014   | Stade de La Manga, Espagne              | Norvège                                  | 1:0  | 1:2      | Match amical                                  | [ rep 18 ] |
| 26 | 13 février 2014   | Stade Las Gaunas, Espagne               | Macedoine                                | 1:0  | 12:0     | Éliminatoires Mondial 2015                    | [ rep 19 ] |
| 27 | 13 février 2014   | Stade Las Gaunas, Espagne               | Macedoine                                | 9:0  | 12:0     | Éliminatoires Mondial 2015                    | [ rep 19 ] |
| 28 | 17 septembre 2014 | Spartak Pisek, République tchèque       | République tchèque                       | 0:1  | 0:1      | Éliminatoires Mondial 2015                    | [ rep 20 ] |
| 29 | 3 mars 2015       | Campo de fútbol Pedro Escartín, Espagne | Nouvelle-Zélande                         | 1:0  | 2:2      | Match amical                                  | [ rep 21 ] |
| 30 | 17 juin 2015      | Estadio TD Place, Canadá                | Corée du Sud                             | 0:1  | 2:1      | Mondial 2015                                  | [ rep 22 ] |

## Vie personnelle
En juin 2013, Vero Boquete est la première joueuse espagnole à publier sa biographie. Intitulée Vero Boquete, la princesse du sport royal elle a été rédigée par David Menayo, rédacteur du quotidien Marca.
En 2013, elle initie une pétition en ligne, dans laquelle elle demande aux producteurs d'EA Sports qu'ils introduisent des joueuses dans la série du jeu vidéo FIFA Football. La pétition réunit plus de 20 000 signatures en 24 heures et finit avec un total de 47 376. Elle est couronnée de succès puisqu'en mai 2015, EA Sports annonce que le jeu FIFA 16 comprendra 12 sélections nationales féminines : l'Australie, le Brésil, le Canada, la Chine, l'Espagne, les États-Unis, la France, l'Angleterre, l'Italie, le Mexique et la Suède.
En janvier 2015, elle lance une ligne de vêtements à son nom.

## Palmarès

### Championnats nationaux
| Titre                                    | Club              | Pays       | Année |
| ---------------------------------------- | ----------------- | ---------- | ----- |
| Coupe de la Reine                        | R. C. D. Espanyol | Espagne    | 2009  |
| Coupe de la Reine                        | R. C. D. Espanyol | Espagne    | 2010  |
| W-League                                 | Buffalo Flash     | États-Unis | 2010  |
| Championnat de Suède de football féminin | Tyresö FF         | Suède      | 2012  |

### Championnats internationaux
| Titre                                                        | Club                                                      | Lieu     | Année |
| ------------------------------------------------------------ | --------------------------------------------------------- | -------- | ----- |
| Championnat d'Europe de football féminin des moins de 19 ans | Équipe d'Espagne féminine de football des moins de 19 ans | Finlande | 2004  |
| Ligue de Champions                                           | 1. FFC Francfort                                          | Berlin   | 2015  |

### Championnats régionaux
| Titre                 | Club              | Région    | Année |
| --------------------- | ----------------- | --------- | ----- |
| Coupe de la Catalogne | R. C. D. Espanyol | Catalogne | 2008  |

### Distinctions individuelles
- Nommée dans l'équipe type de la FIFA FIFPro Women's World11 en 2020.

### Décorations
| Distinction                                       | An   | Réf.   |
| ------------------------------------------------- | ---- | ------ |
| Médaille Castelao                                 | 2015 | [ 25 ] |
| Médaille de bronze - Ordre royal du mérite Sporti | 2015 | [ 26 ] |